# Cermet
Een cermet is een composietmateriaal dat bestaat uit keramische en metalen materialen.
De naam is een samentrekking van de Engelse woorden ceramics en metal.

## Kenmerken
Een cermet kan de aantrekkelijke eigenschappen van keramiek, zoals hoge temperatuurbestendigheid en hardheid, en die van metaal, zoals de mogelijkheid om plastisch te vervormen, combineren. Het metaal wordt gebruikt als bindmiddel voor een oxide, boride of carbide. De gebruikte metalen zijn meestal nikkel, molybdeen en kobalt. Afhankelijk van de fysieke structuur van het materiaal kunnen cermets ook metaalmatrixcomposieten zijn, maar cermets bestaan doorgaans uit minder dan 20% volume aan metaal.
Cermets worden gebruikt bij de productie van weerstanden (vooral potentiometers), condensatoren en andere elektronische componenten die aan hoge temperaturen onderhevig kunnen zijn.
Cermets worden gebruikt in plaats van wolfraamcarbide in zagen en andere gesoldeerde gereedschappen vanwege hun superieure slijtage- en corrosie-eigenschappen. Titaniumnitride (TiN), titaniumcarbonitride (TiCN), titaniumcarbide (TiC) en soortgelijke materialen kunnen net als wolfraamcarbide worden gesoldeerd als ze op de juiste manier worden voorbereid. Ze vereisen echter een speciale behandeling tijdens het slijpen.
Composieten van MAX-fasen, een opkomende klasse van ternaire carbiden of nitriden met aluminium- of titaniumlegeringen, worden sinds 2006 bestudeerd als hoogwaardige materialen met de gunstige eigenschappen van keramiek in termen van hardheid en druksterkte, naast de ductiliteit en breuktaaiheid die doorgaans aan metalen worden toegeschreven. Dergelijke cermetmaterialen, waaronder aluminium-MAX-fasecomposieten, hebben potentiële toepassingen in de automobiel- en lucht- en ruimtevaartsector.
Sommige soorten cermets worden ook overwogen voor gebruik als afscherming van ruimtevaartuigen, omdat ze de hoge snelheid van inslagen van micrometeoroïden en ruimteschroot beter weerstaan dan de meer traditionele materialen voor ruimtevaartuigen, zoals aluminium en andere metalen.

## Geschiedenis
Na de Tweede Wereldoorlog werd het duidelijk dat er behoefte was aan de ontwikkeling van materialen die bestand zijn tegen hoge temperaturen en hoge spanningen. Tijdens de oorlog ontwikkelden Duitse wetenschappers cermets op oxidebasis als vervanging voor legeringen. Zij zagen een toepassing hiervan voor de hogetemperatuuronderdelen van nieuwe straalmotoren en voor hogetemperatuurturbinebladen. Tegenwoordig wordt keramiek routinematig toegepast in de verbrandingskamer van straalmotoren, omdat ze deze hittebestendige maakt. Er zijn ook keramische turbinebladen ontwikkeld. Deze bladen zijn lichter (minder massief) dan staal en laten een grotere rotatieversnelling ("opspoeltijd") van de bladassemblages toe.
De Amerikaanse luchtmacht zag potentieel in de materiaaltechnologie en werd een van de belangrijkste sponsoren van verschillende onderzoeksprogramma's in de VS. Enkele van de eerste universiteiten die onderzoek deden, waren de Ohio State University, de Universiteit van Illinois en de Rutgers-universiteit.
Het woord cermet werd oorspronkelijk bedacht door de Amerikaanse luchtmacht. Het idee was dat cermet een combinatie is van twee materialen: metaal en keramiek . De fysische basiseigenschappen van metalen zijn onder meer ductiliteit, hoge sterkte en hoge thermische geleidbaarheid. Keramiek bezit fysische basiseigenschappen zoals een hoog smeltpunt, chemische stabiliteit en vooral oxidatiebestendigheid.
Het eerste keramische metaalmateriaal dat werd ontwikkeld gebruikte magnesiumoxide (MgO), berylliumoxide (BeO) en aluminiumoxide (Al2O3) voor het keramische deel. De nadruk op hoge spanningsbreuksterktes lag rond de 980 °C. De Ohio State University was de eerste die cermets ontwikkelde op basis van Al2O3 met hoge spanningsbreuksterktes rond 1200 °C. Kennametal, een metaalbewerkings- en gereedschapsbedrijf gevestigd in Latrobe, PA, VS, ontwikkelde de eerste titaniumcarbidecermet die 19 megapascal en 100 uren spanning-tot-breuksterkte doorstaat bij 980 °C. Straalmotoren werken bij deze temperatuur en er is verder onderzoek gedaan naar het gebruik van deze materialen voor componenten.
De kwaliteitscontrole bij de productie van deze keramische metaalcomposieten was moeilijk te standaardiseren. De productie moest beperkt blijven tot kleine partijen en binnen deze partijen varieerden de eigenschappen sterk.
De bestaande technologie voor straalmotoren bereikte in de jaren vijftig een grens en er viel weinig meer te verbeteren. Sindsdien waren motorfabrikanten terughoudend met de ontwikkeling van keramische metaalmotoren. In de jaren zestig ontstond er hernieuwde belangstelling toen siliciumnitride en siliciumcarbide nader werden onderzocht. Beide materialen waren beter bestand tegen thermische schokken, hadden een hoge sterkte en een matige thermische geleidbaarheid.

## Toepassingen

### Keramiek-metaalverbindingen en afdichtingen
Cermets werden voor het eerst op grote schaal gebruikt voor verbindingen tussen keramiek en metaal. De constructie van vacuümbuizen was een van de eerste kritische toepassingen. Dergelijke afdichtingen werden door de elektronica-industrie gebruikt en ontwikkeld. Duitse wetenschappers ontdekten dat vacuümbuizen met betere prestaties en betrouwbaarheid konden worden geproduceerd door glas te vervangen door keramiek. Keramische buizen kunnen bij hogere temperaturen ontgassen. Keramische buizen zijn bestand tegen hogere temperaturen dan glazen buizen. Keramische buizen zijn ook mechanisch sterker en minder gevoelig voor thermische schokken dan glazen buizen. Tegenwoordig zijn cermet-vacuümbuiscoatings onmisbaar gebleken voor zonneboilersystemen.
Er worden ook mechanische afdichtingen van keramiek op metaal gebruikt. Traditioneel worden ze gebruikt in brandstofcellen en andere apparaten die chemische, nucleaire of thermionische energie omzetten in elektriciteit. De keramiek-op-metaal-afdichting is nodig om de elektrische secties te isoleren van turbine-aangedreven generatoren die ontworpen zijn om te werken in corrosieve vloeibare metaaldampen.

### Biokeramiek
Biokeramiek speelt een belangrijke rol in biomedische materialen. De ontwikkeling van deze materialen en de diversiteit aan productietechnieken heeft geleid tot een breder scala aan toepassingen in het menselijk lichaam. Ze kunnen de vorm aannemen van dunne lagen op metalen implantaten, composieten met een polymeercomponent of zelfs alleen maar poreuze netwerken. 
Deze materialen werken goed in het menselijk lichaam, en wel om verschillende redenen. Ze zijn inert en omdat ze resorbeerbaar en actief zijn, kunnen de stoffen onveranderd in het lichaam blijven. Ze kunnen ook oplossen en actief deelnemen aan fysiologische processen, bijvoorbeeld wanneer hydroxylapatiet, een materiaal dat chemisch gezien lijkt op botstructuur, zich kan integreren en het bot kan helpen erin te groeien. Veelgebruikte materialen voor biokeramiek zijn onder meer aluminiumoxide, zirkoniumoxide, calciumfosfaat, glaskeramiek en pyrolytische koolstof.
Een belangrijke toepassing van biokeramiek zijn heupimplantaten. De materialen die voor de vervangende Heupgewrichten werden gebruikt, waren meestal metalen zoals titanium, terwijl de heupkom meestal met kunststof werd bekleed. De multiaxiale bal was een sterke metalen bal, maar werd uiteindelijk vervangen door een duurzamere keramische bal. Hierdoor wordt de ruwheid van de metalen wand tegen de kunststofbekleding van de kunstmatige heupkom verminderd. Het gebruik van keramische implantaten verlengt de levensduur van de heupvervangende onderdelen.
Tandheelkundige cermets worden ook in de tandheelkunde gebruikt als materiaal voor vullingen en prothesen.

### Vervoer
Keramische onderdelen worden samen met metalen onderdelen gebruikt als wrijvingsmateriaal voor remmen en koppelingen.

### Elektrische verwarmingsapparaten
Cermets worden gebruikt als verwarmingselementen in elektrische weerstandsverwarmers. Eén constructietechniek begint met het cermetmateriaal in de vorm van inkt die op een substraat wordt geprint en vervolgens met hitte wordt uitgehard. Met deze techniek kunnen complexe vormen van verwarmingselementen worden vervaardigd. Voorbeelden van toepassingen voor cermet-verwarmingselementen zijn onder meer thermostaatverwarmers, warmtebronnen voor het steriliseren van flessen, koffiekanverwarmers, verwarmers voor ovenregeling en fuserverwarmers voor laserprinters.

### Andere toepassingen
Het Amerikaanse leger en het Britse leger hebben uitgebreid onderzoek gedaan naar de ontwikkeling van cermets. Hiertoe behoren onder meer de ontwikkeling van lichtgewicht keramische projectielbestendige bepantsering voor soldaten en Chobham-bepantsering.
Cermets worden ook gebruikt bij het bewerken van snijgereedschappen, en als ringmateriaal in hoogwaardige lijngeleiders voor hengels.
Er is onderzoek gedaan naar de voordelen van een cermet van verarmd splijtbaar materiaal (bijvoorbeeld uranium of plutonium) en sodaliet bij de opslag van kernafval. Er is ook onderzoek gedaan naar soortgelijke composieten voor gebruik als brandstof voor kernreactoren en nucleaire thermische raketten.
Als een cermet nanogestructureerd is, wordt dit materiaal gebruikt in de optische sector, bijvoorbeeld in zonne-absorberende materialen/selectieve oppervlakken. Dankzij de grootte van de deeltjes (~5 nm) worden oppervlakteplasmonen op de metaaldeeltjes gegenereerd die de warmteoverdracht mogelijk maken.